# Villa Foscari
A Villa Foscari, também chamada La Malcontenta, é uma villa do Véneto construída por Andrea Palladio, entre 1550 e 1560, para os irmãos Nicolò e Alvise Foscari, dos quais deriva o nome da villa. Fica localizada em Malcontenta, uma localidade nas proximidades de Mira, ao longo do Naviglio del Brenta (um braço secundário do Rio Brenta).
A Villa Foscari está classificada pela Unesco, desde 1996, como Património da Humanidade, inserida no conjunto Cidade de Vicenza e Villas de Palladio no Véneto.

## O nome
Segundo a lenda, a villa deve o nome de La Malcontenta (A Descontente) a uma dama da casa Foscari, relegada à solidão entre os seus muros para expiar a culpa da sua conduta viciosa. Todavia, na realidade o lugar já era assim apelidado desde 1431, por recordar o descontentamento mostrado pelos habitantes de Pádua e Piove di Sacco pela construção do Naviglio del Brenta.

## História

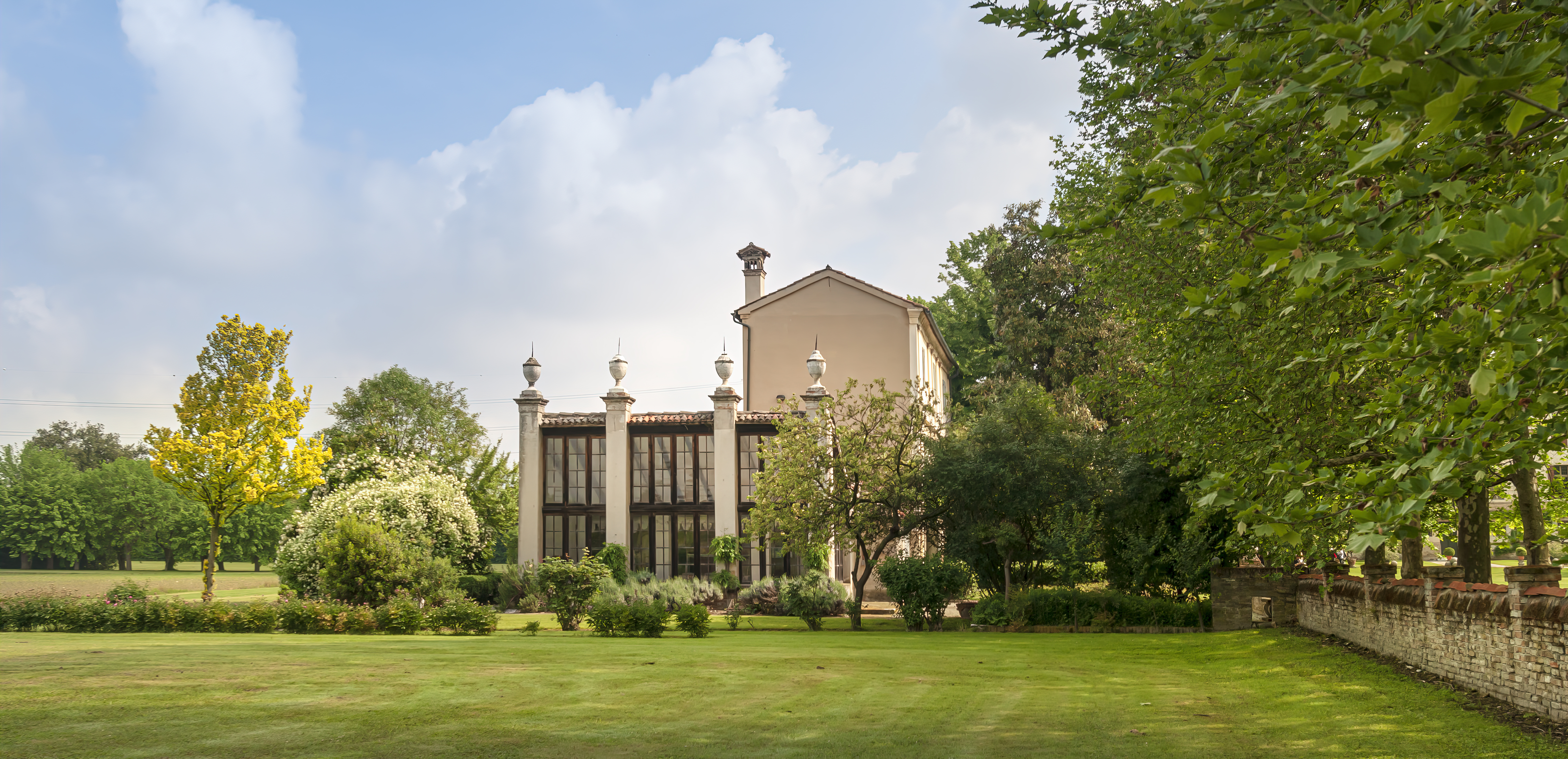
A estufa.

Encarregado do projecto da villa dos irmãos Foscari, Andrea Palladio exaltou ao máximo as funções de representação e de residência de campo, para as nobres distracções a que estava destinado o edifício, evitando elementos rústicos e ambientes de uso agrícola, ao contrário da articulação arquitectónica adoptada em outras das suas famosas villas, como por exemplo a Villa Emo, em Fanzolo di Vedelago. Faltavam também árvores e vegetação decorativa, pelo que la Malcontenta se impunha aos seus visitantes com toda a magnífica honorabilidade do clássica fachada em direcção ao Brenta, dominada por um pórtico jónico erguido sobre uma base, o que acontece, de resto, com todo o edifício. A não esquecer, pelo seu grande efeito, é também a escada de dupla rampa que permite o acesso ao andar nobre.

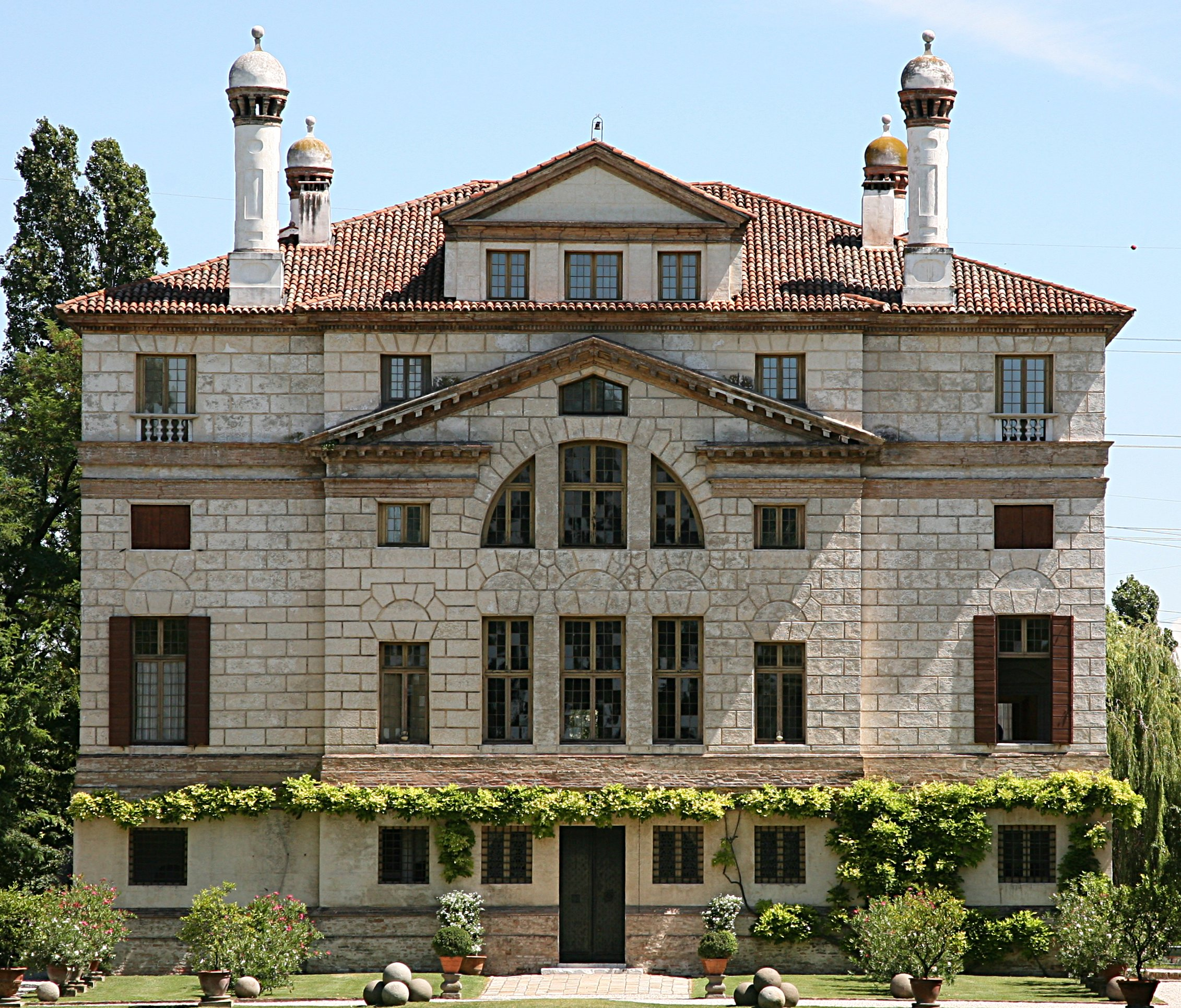
Traseiras da Villa Foscari.

A fachada voltada à povoação resulta menos enfática, com uma silhueta gentil e aberta por numerosas janelas, que garantem a plena iluminação aos ambientes interiores. Estes ambientes dispõem-se, no andar nobre, em volta do salão central em cruzeiro, ligando as duas fachadas.

## Decoração

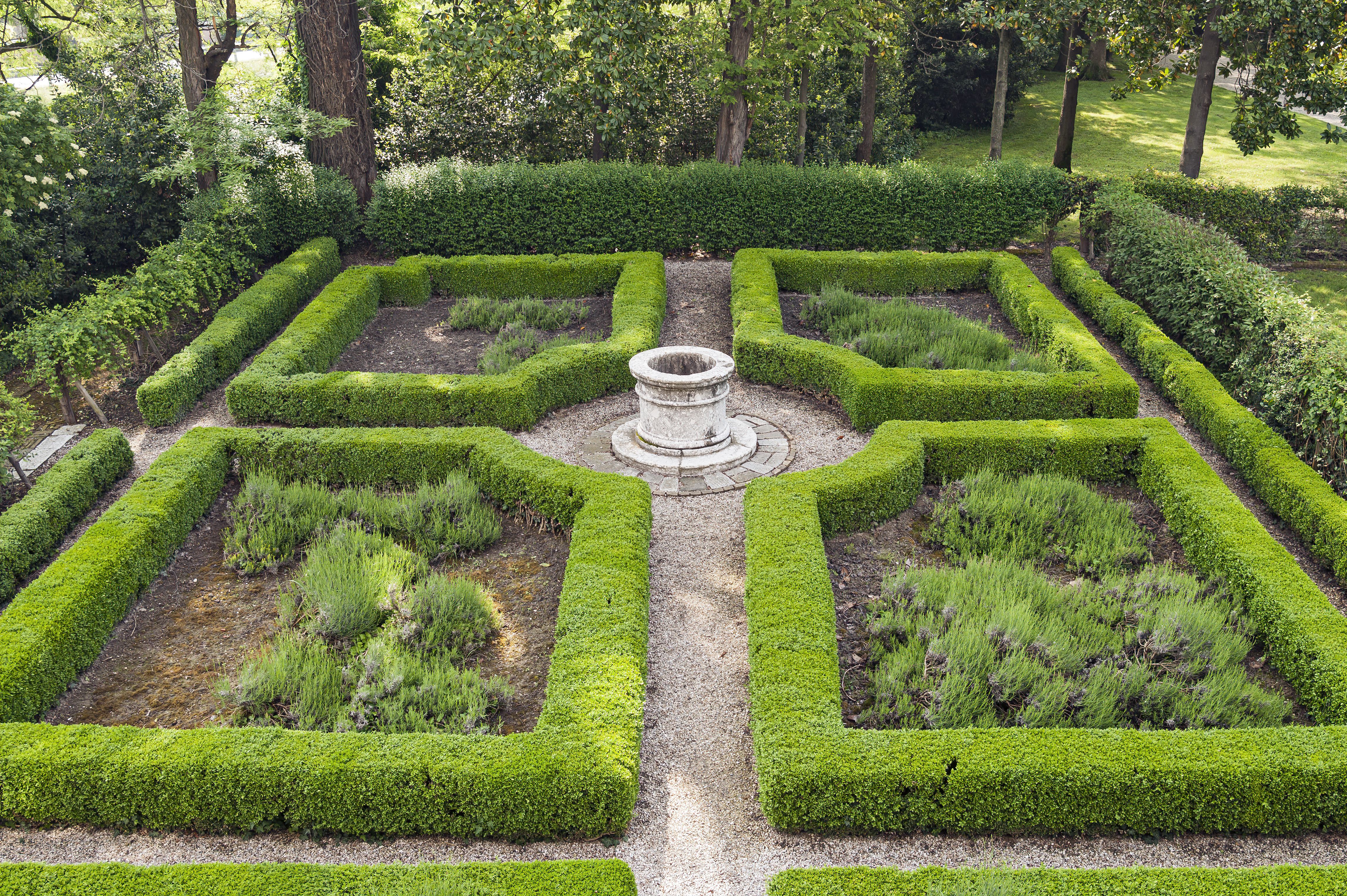
Villa Foscari - poço no jardim sudeste

A decoração interna da Villa Foscari pertenceu a Giovanni Battista Zelotti e, embora em menor medida, a Battista Franco; os conteúdos são maioritariamente de carácter mitológico, segundo o costume em voga nas villas da hinterland durante o século XVI; um elemento peculiar remete aos famosos afrescos maneiristas do Château de Fontainebleau (sudeste de Paris), intenção do responsável pelo programa iconográfico, Vittore Grimani, culto amigo dos Foscari e residente na corte de França durante anos.